# ریچارد بویل (روزنامه‌نگار)
ریچارد بویل (به انگلیسی: Richard Boyle) (زاده ۲۶ مارس ۱۹۴۲ – درگذشته ۱ سپتامبر ۲۰۱۶) روزنامه‌نگار، عکاس و نویسنده اهل ایالات متحده آمریکا بود. او در سال ۱۹۷۲ کتاب گل اژدها: شکست ارتش ایالات متحده در ویتنام: گزارش شاهد عینی از محیط روزانه سربازان آمریکایی در ویتنام را نوشت. او در سال ۱۹۸۶ فیلمنامه فیلم سالوادور را با الیور استون نوشت. او انقلاب در کامبوج، مشکلات در ایرلند و جنگ داخلی در لبنان را پوشش داد. در جمهوری ویتنام، او مقاومت نیروهای آمریکایی در برابر جنگ را مستند کرد. سالوادور نامزد دو جایزه اسکار شد: بهترین بازیگر نقش اول مرد (وودز) و بهترین نویسندگی. او روزنامه‌نگاری را در کالج‌های کالیفرنیای جنوبی تدریس کرد. او همچنین به‌عنوان نماینده برای مناصب دولتی، از جمله سرپرست و خزانه‌دار شهر در سانفرانسیسکو، دو دوره اخیر در سال ۱۹۷۷، و برای ناحیه ۴۲ مجلس ایالتی کالیفرنیا در سال ۱۹۸۸ شرکت کرد. او در فیلیپین در حالی که آغاز سلطنت رئیس‌جمهور رودریگو دوترته را پوشش می‌داد درگذشت.